# Georges d'Amboise

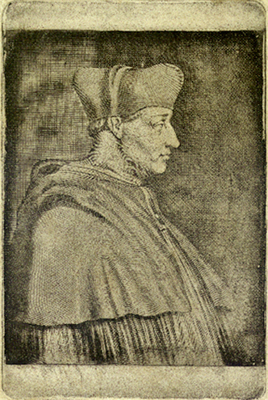
Georges d’Amboise

Georges d'Amboise, född 1460 och död 25 maj 1510, var en fransk kardinal.

## Biografi
D'Amboise var redan före Ludvig XII:s tronbestigning 1498 dennes mest förtrogne vän och utövade ett bestämmande inflytande på denne, särskilt då det gällde den italienska erövringspolitiken. 1503 eftersträvade d'Amboise påvestolen; han hade vissa kyrkliga reformplaner och återställde god ordning bland det franska prästerskapet.